# Бер, Брам
Абрахам Мауриц Бер (нидерл. Abraham Maurits Behr, известен как Брам; 18 января 1951, Кюрасао — 8 декабря 1982, Парамарибо) — суринамский революционер, журналист, основатель и руководитель Коммунистической партии Суринама. Жертва Декабрьских убийств.

## Биография
Родился 18 января 1951 года на Кюрасао. В юности был скрипачом в филармонии, затем работал учителем математики. Занимался обучением неграмотных, организовывал забастовки и протестные акции рабочих, требовавших улучшения условий труда.
Широко известный в стране журналист и публицист. Был редактором газеты «Мокро». С 1970 года редактировал антикапиталистический журнал «Красный Суринам», в своих статьях выступал против «колониального империализма» США. Помимо публицистики, писал художественные книги, сценарии фильмов, занимался фотографией.
Положительно отнёсся к «перевороту сержантов» 25 февраля 1980 год, но затем стал одним из ведущих оппозиционеров режиму Дези Баутерсе.
24 июня 1981 года стал одним из основателей Коммунистической партии Суринама. Неоднократно подвергался арестам.
7 апреля 1982 года был арестован за написание книги о зверствах, совершенных военными. 8 декабря 1982 года вместе с 14 другими оппозиционерами был убит сторонниками режима Дезире Баутерсе в Форте «Зеландия»; это событие получило название «декабрьские убийства» (нидерл. Decembermoorden). 13 декабря 1982 похоронен на кладбище «Annette’s hof» в Парамарибо.

### Семья
Был женат, имел троих детей.